# Кулібаба Віталій Васильович
Віталій Васильович Кулібаба (рум. Vitali Culibaba ; 26 січня 1971, Кишинів) — радянський і молдавський футболіст, захисник і півзахисник, тренер. Виступав за збірну Молдови.

## Життєпис

### Клубна кар'єра
Дебютував у дорослому футболі у складі тираспольського клубу «Текстильник»/«Тірас» (пізніше — « Тілігул»). У 1989 році зіграв 4 матчі в другій лізі СРСР і став переможцем турніру, а в 1990 провів 2 матчі в першій лізі .
Після розпаду СРСР був запрошений до провідного клубу Молдови — кишинівського « Зімбру». У його складі за шість з половиною років зіграв понад 140 матчів у чемпіонатах Молдови . Багаторазовий чемпіон країни (1992, 1992/93, 1993/94, 1994/95, 1995/96, 1997/98), срібний призер (1996/97); володар (1996/97, 1997/98) та фіналіст (1994/95) Кубка Молдови . Брав участь у іграх єврокубків.
Після залишення «Зімбру» знову грав за «Тілігул», а також за середняків та аутсайдерів чемпіонату Молдови — кишинівські « Молдова-Газ», « Агро», « Політехніку». Протягом двох сезонів виступав у Росії на аматорському рівні за команду із Сахаліну. Наприкінці кар'єри грав у дивізіоні «А» за кишинівську « Академію».
Загалом у вищій лізі Молдови зіграв 177 матчів (за іншими даними — 180), забив 7 голів.

### Кар'єра у національній збірній
Дебютував у національній збірній Молдови 6 вересня 1995 року у відбірному матчі чемпіонату Європи проти Уельсу, відігравши всі 90 хвилин . Загалом у 1995—1997 роках взяв участь у 15 матчах за збірну.

### Тренерська кар'єра
Після завершення ігрової кар'єри увійшов до тренерського штабу кишинівської «Академії», якийсь час був головним тренером. Влітку 2011 року був призначений головним тренером «Зімбру-2», який виступав у дивізіоні «А». Надалі входив до тренерських штабів клубів « Сперанца» (Кріхана Вєке), « Веріс», « Петрокуб». У кількох клубах працював асистентом Олега Беженара, а у «Верисі» — Ігоря Добровольського .
Станом на 2015 рік тренував клуб Дивізіону «А» «Сірець», а у вересні 2016 року очолив клуб Дивізіону «А» « Гагаузія-Огузспорт», проте команда знялася з турніру, не догравши сезону. Надалі працював із молодіжною збірною Молдови. У липні 2019 року став головним тренером клубу першої ліги Вірменії « Севан», але вже через місяць покинув команду. Станом на червень 2021 року тренував збірну Молдови у віці до 18 років .
Має тренерську ліцензію «А».

## Досягнення
- Чемпіон Молдови : 1992, 1992/93, 1993/94, 1994/95, 1995/96, 1997/98
- Срібний призер чемпіонату Молдови: 1996/97
- Володар Кубка Молдови : 1996/97, 1997/98
- Фіналіст Кубка Молдови: 1994/95